# Religia w Ełku
Religia w Ełku

## Katolicyzm

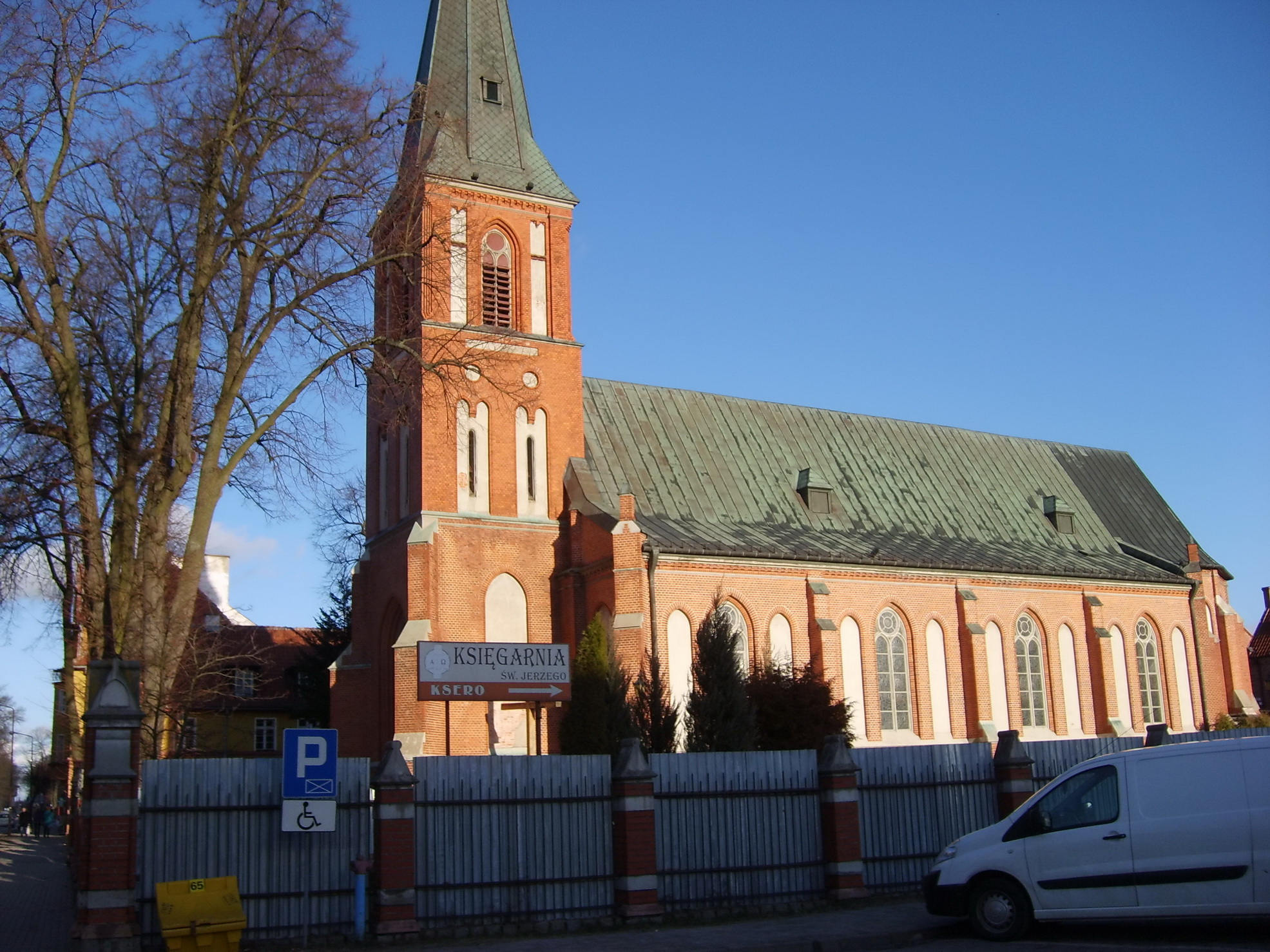
Katedra św. Wojciecha w Ełku

Jednostki Kościoła rzymskokatolickiego w Ełku wchodzą w skład Diecezji ełckiej należącej do Metropolii warmińskiej. Od 25 marca 1992 r. Ełk jest stolicą diecezji ełckiej, ustanowionej przez papieża Jana Pawła II, którą odwiedził 8 czerwca 1999 r. w trakcie VII apostolskiej pielgrzymki do Polski.
Także w 1992 roku, zaledwie trzy tygodnie od powstania Diecezji ełckiej, rozpoczęło działalność Wyższe Seminarium Duchowne Diecezji Ełckiej. W 2000 roku Seminarium Duchowne stało się placówką niedawno utworzonego Uniwersytetu Warmińsko-Mazurskiego w Olsztynie (dołączone do Wydziału Teologii). Absolwenci Seminarium pracują jako księża w Polsce, a także jako misjonarze w Rosji, Ukrainie, Estonii, Papui-Nowej Gwinei, Brazylii, Peru, Boliwii i we Włoszech.
Kuria Biskupia Diecezji Ełckiej wydaje miesięcznik „Martyria” (od 1990 r. do powstania diecezji w 1992 był to biuletyn parafii św. Wojciecha w Ełku). Ponadto miejscowi duchowni katoliccy publikują artykuły z dziedziny teologii w czasopiśmie naukowym „Studia Ełckie”.
Dekanaty i parafie w Ełku:
- Dekanat Ełk – Matki Bożej Fatimskiej
  - Parafia katedralna pw. św. Wojciecha Biskupa i Męczennika – Została utworzona w 1854 r. jako pierwsza katolicka w mieście zdominowanym przez luteran. Kościół parafialny (Katedra św. Wojciecha w Ełku) został zbudowany w 1893 r. w stylu neogotyckim, konsekrowany w 1903 r., od 1992 r. jest świątynią katedralną.
  - Parafia pw. Ducha Świętego – Data powołania 1992 r. Kościół parafialny w budowie.
  - Parafia pw. św. Rafała Kalinowskiego – Data powołania 1988 r. Kościół parafialny wybudowany w latach 90. XX w.
- Dekanat Ełk – Miłosierdzia Bożego
  - Parafia pw. Chrystusa Sługi – Data powołania 1989 r. Kościół parafialny wybudowany w latach 1992–2001.
  - Parafia pw. Opatrzności Bożej – Utworzona w 1992 r. Kościół parafialny w budowie od 1992 r.
  - Parafia pw. Najświętszej Maryi Panny Królowej Apostołów – Kościół konsekrował 26 grudnia 1991 r. bp J. Wysocki. Otrzymała wezwanie Najświętszej Maryi Panny Królowej Apostołów.

- Dekanat Ełk – Świętej Rodziny

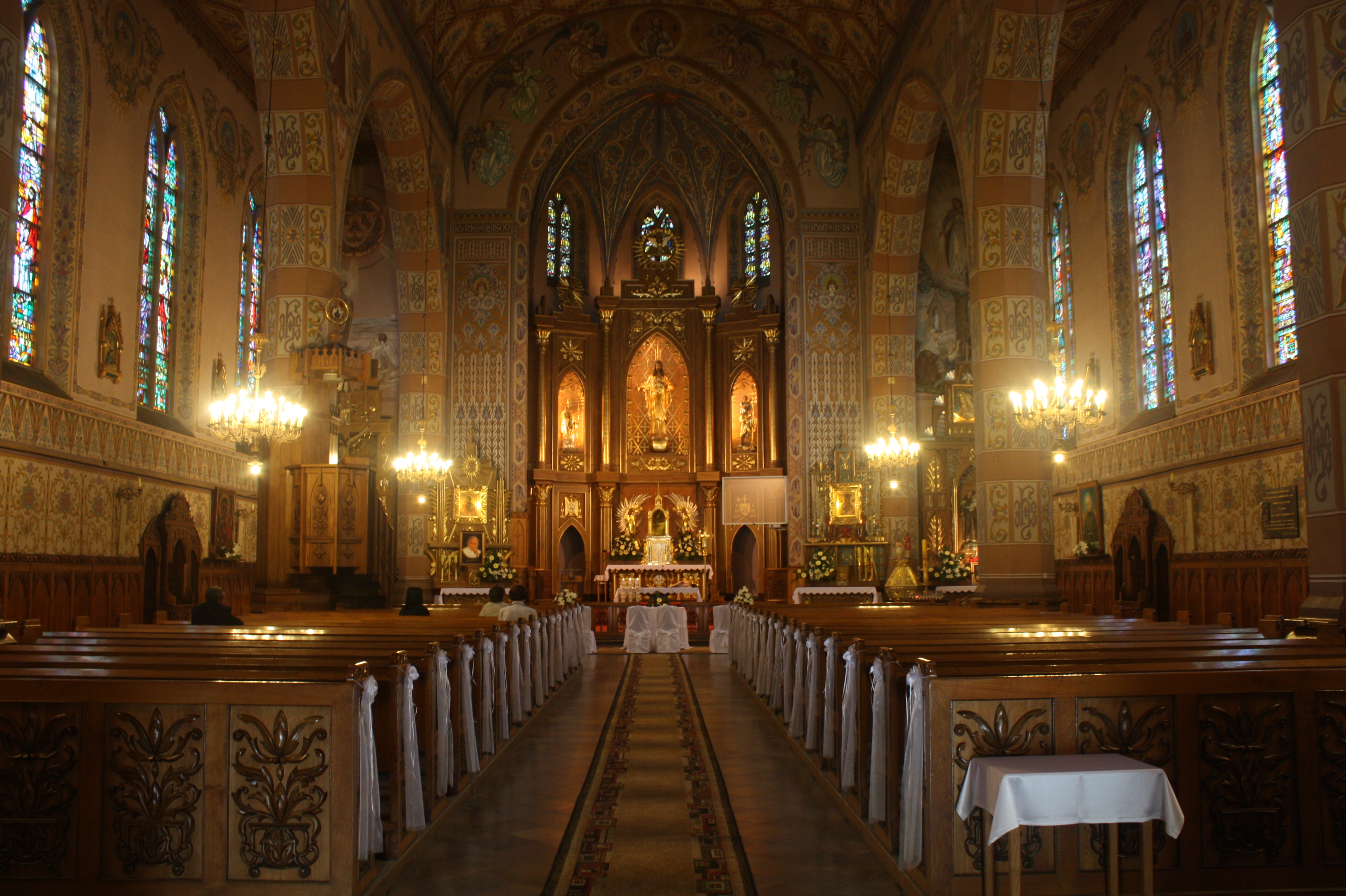
Wnętrze Kościoła Najświętszego Serca Pana Jezusa

  - Parafia pw. błog. Karoliny Kózkówny – Utworzona w 1991 r.; kaplica, wybudowana w 1992 r., do której w 1996 r. dobudowano część socjalną.
  - Parafia pw. św. Jana Apostoła i Ewangelisty – Utworzona w 1991 r. Kościół parafialny to tymczasowa kaplica wybudowana w latach 1992–1993.
  - Parafia pw. św. Tomasza Apostoła – Utworzona w 1991 r. Kościół parafialny to tymczasowa kaplica wybudowana w 1992 r., do której w latach 1995–1996 dobudowano dom parafialny.
  - Parafia pw. Najświętszego Serca Pana Jezusa – Utworzona w 1962 r. Kościół parafialny poewangelicki – Kościół Najświętszego Serca Pana Jezusa w Ełku – wybudowany w latach 1847–1850 w stylu neogotyckim, odbudowany w latach 1922–1925 po zniszczeniach I wojny światowej, od 1946 r. katolicki.
  - Parafia pw. św. Jana Pawła II – Utworzona w 2012 r. w miejscu gdzie 8 czerwca 1999 roku lądował Jan Paweł II podczas VII apostolskiej pielgrzymki do Polski.

## Protestantyzm

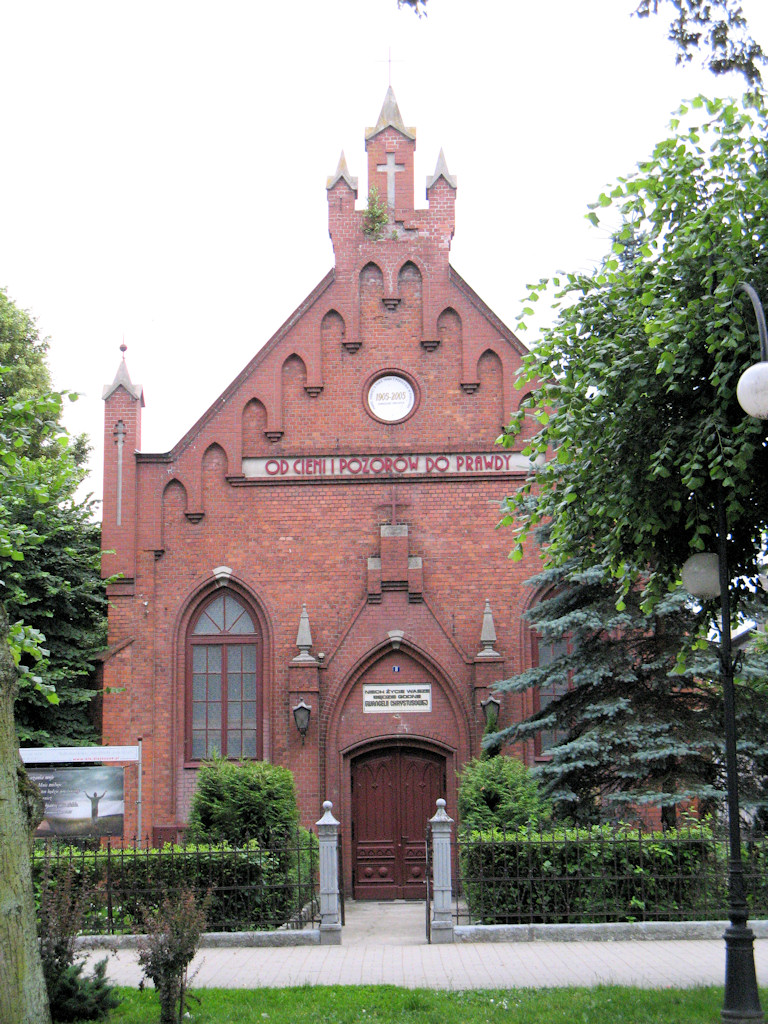
Kościół Chrześcijan Baptystów w Ełku

Przed wojną mieszkańcy Ełku w znacznej większości byli luteranami. Współcześnie Ełk nie posiada samodzielnej parafii luterańskiej, działa tu filiał należący do Parafii Ewangelicko-Augsburskiej w Piszu, a przy ul. 11 listopada 2 znajduje się sala, w której prowadzone są nabożeństwa. W 2010 filiał skupiał około 50 wiernych.
- Chrześcijańska Wspólnota Ewangeliczna:
  - placówka misyjna w Ełku[7]
- Kościół Boży w Polsce:
  - Kościół Chrześcijański ZOE w Ełku[8]
- Kościół Chrześcijan Baptystów:
  - zbór w Ełku[9]
- Kościół Chrześcijański „Słowo Wiary”:
  - Kościół Chrześcijański „Słowo Wiary” w Ełku[10]
- Kościół Ewangelicko-Augsburski w RP:
  - filiał Parafii Ewangelicko-Augsburskiej w Piszu[5]
- Kościół Ewangelicko-Metodystyczny:
  - parafia Miłości Bożej[11]
- Kościół Zielonoświątkowy:
  - zbór „Chrześcijańska Społeczność”[12]
- Zbór Ewangelicznych Chrześcijan w Duchu Apostolskim[13]

## Prawosławie
- Polski Autokefaliczny Kościół Prawosławny
  - Parafia Świętych Apostołów Piotra i Pawła – cerkiew parafialna mieści się przy ul. Marii Konopnickiej 9. Parafia została utworzona w 1957. Cerkiew wybudowana na początku XX w.

## Rodzimowierstwo słowiańskie
- Rodzimy Kościół Polski, Oddział warmińsko-mazurski[14]

## Świadkowie Jehowy
Historia
Działalność w mieście podjęli w 1910 roku niemieccy Badacze Pisma Świętego – zorganizowali tu serie wykładów. W 1920 roku zorganizowano zgromadzenia w Królewcu i w Gdańsku, na których byli obecni pierwsi wyznawcy z Ełku. W czasie nazizmu wielu tutejszych niemieckich Świadków Jehowy (nowa nazwa od 1931 roku) trafiło do więzień i obozów koncentracyjnych za odmowę współpracy z władzą hitlerowską (np. Paul Lask z Ełku został osadzony w obozach Stutthof, Natzweiler-Struthof i Buchenwald, gdzie zmarł).
Po II wojnie światowej pierwszym Świadkiem Jehowy w mieście był kolejarz Henryk Rogiński. Przyjechał on w 1947 roku wraz z żoną, a w Szybie (obecnie dzielnica Ełku) działalność ewangelizacyjną prowadziła jego siostra. Pierwsi wyznawcy spotykali się początkowo w Ełku, w domu przy ulicy Bieruta 18 (obecnie ul. Sucharskiego). W dniach 2–4 grudnia 1949 roku w wynajętej sali Powiatowej Komendy Służby Polsce w Ełku odbyło się zgromadzenie obwodowe, na którym obecnych było około 120 osób, głównie z powiatu ełckiego oraz z Kolna, Stawisk, Grajewa, Nowogrodu.
W czasie zakazu działalności (1950-1989) wspólnota ta rozrastała się liczebnie. Spotkania religijne organizowano w domach prywatnych, a większe na polanach leśnych i ogrodach. Od 1992 roku zbory korzystały z zebrań religijnych w użyczonych pomieszczeniach przy ul. Rzemieślniczej. W październiku 2010 roku dla trzech ełckich zborów otwarto nowy kompleks Sal Królestwa dla 350 głosicieli z tego miasta przy ul. Piłsudskiego (obecnie adres Sali Królestwa to ul. Władysława Szafera 1). Na większych zgromadzeniach obwodowych mazurscy wyznawcy korzystali z wypożyczanej hali w mieście (obecnie w hali w Olecku), a na kongresie regionalnym spotykają się na stadionie w Białymstoku (poprzednio także w Łomży). W dniach 17–19 sierpnia 2018 roku w Hali Sportowo-Widowiskowej w Ełku odbył się kongres Świadków Jehowy pod hasłem „Bądź odważny!” w Hali Sportowo-Widowiskowej w Ełku, a w dniach 16–18 sierpnia 2019 roku kongres pod hasłem „Miłość nigdy nie zawodzi!”. W roku 2006 w Ełku mieszkało 376 Świadków Jehowy.
Zbory
3 zbory (Ełk-Centrum, Ełk-Północ, Ełk-Szyba) oraz grupa języka migowego, ukraińskojęzyczna i grupa posługująca się językiem romani (Polska); Sala Królestwa, ponad 350 głosicieli.

## Judaizm
Gmina żydowska w Ełku liczyła w 1845 r. 90 członków, w 1871 r. – 285, w 1905 r. – 367, w 1932 r. – 150, a w 1939 r. – 16.
Podczas Nocy Kryształowej z 9 na 10 listopada 1938 spalono tutejszą synagogę.
W mieście istniał cmentarz żydowski, który został zdewastowany w czasie II wojny światowej.